# Hafizullah Amin
Hafizullah Amin, född 1 augusti 1929, död 27 december 1979, var en afghansk kommunistisk politiker.
Amin utbildade sig till matematiker i USA och arbetade länge som rektor vid en skola i Kabul.
Amin tillhörde  khalq-fraktionen inom Afghanistans folkdemokratiska parti, som tog makten i landet genom en kupp april 1978 och med stöd från Sovjetunionen upprättade Demokratiska republiken Afghanistan. Han gjorde sig till president i september 1979, sedan den förste presidenten Nur Muhammad Taraki mördats. Det antas att Amin låg bakom mordet.
Amin slog in på en mycket radikal politik utan sovjetiskt medgivande. Han störtades och mördades av de invaderande sovjetiska styrkorna i december 1979.